# Карлини (лунный кратер)
Кратер Карлини (лат. Carlini) — маленький ударный кратер в центральной части Моря Дождей на видимой стороне Луны. Название присвоено в честь итальянского астронома Франческо Карлини (итал. Francesco Carlini) (1783—1862) и утверждено Международным астрономическим союзом в 1935 году.

## Описание кратера
Ближайшими соседями кратера являются кратер Гершель К. на западе; кратер Геликон на севере; кратер Леверье на севере-северо-востоке; кратер Ландштейнер на востоке-юго-востоке; кратер Мак-Дональд на юго-востоке; кратер Каванту на юго-западе и кратер Хейс на западе-юго-западе. На западе от кратера Карлини находится гряда Хайма; на северо-западе мыс Гераклида; на юге гряда Циркеля и пик Ла-Гира. Селенографические координаты центра кратера 33°45′ с. ш. 24°07′ з. д. / 33,75° с. ш. 24,12° з. д., диаметр 10,7 км, глубина 2,2 км.
Кратер имеет циркулярную чашеобразную форму с небольшим участком плоского дна. Высота вала над окружающей местностью достигает 370 м, объем кратера составляет около 40 км 3. Альбедо кратера выше чем у окружающей его местности, что типично для молодых кратеров. По морфологическим признакам кратер относится к типу BIO (по названию типичного представителя этого класса — кратера Био).

## Сателлитные кратеры
| Карлини | Координаты                                            | Диаметр, км |
| ------- | ----------------------------------------------------- | ----------- |
| A       | 35°22′ с. ш. 26°38′ з. д. / 35,36° с. ш. 26,64° з. д. | 6,6         |
| C       | 35°06′ с. ш. 22°53′ з. д. / 35,1° с. ш. 22,89° з. д.  | 3,5         |
| D       | 32°59′ с. ш. 16°02′ з. д. / 32,98° с. ш. 16,03° з. д. | 9           |
| E       | 31°35′ с. ш. 20°30′ з. д. / 31,59° с. ш. 20,5° з. д.  | 1,3         |
| G       | 32°38′ с. ш. 25°04′ з. д. / 32,63° с. ш. 25,06° з. д. | 3,8         |
| H       | 32°26′ с. ш. 24°28′ з. д. / 32,43° с. ш. 24,47° з. д. | 3,6         |
| K       | 31°05′ с. ш. 23°43′ з. д. / 31,08° с. ш. 23,72° з. д. | 3,5         |
| L       | 31°19′ с. ш. 24°50′ з. д. / 31,31° с. ш. 24,83° з. д. | 3           |
| S       | 37°55′ с. ш. 27°14′ з. д. / 37,91° с. ш. 27,24° з. д. | 4,1         |

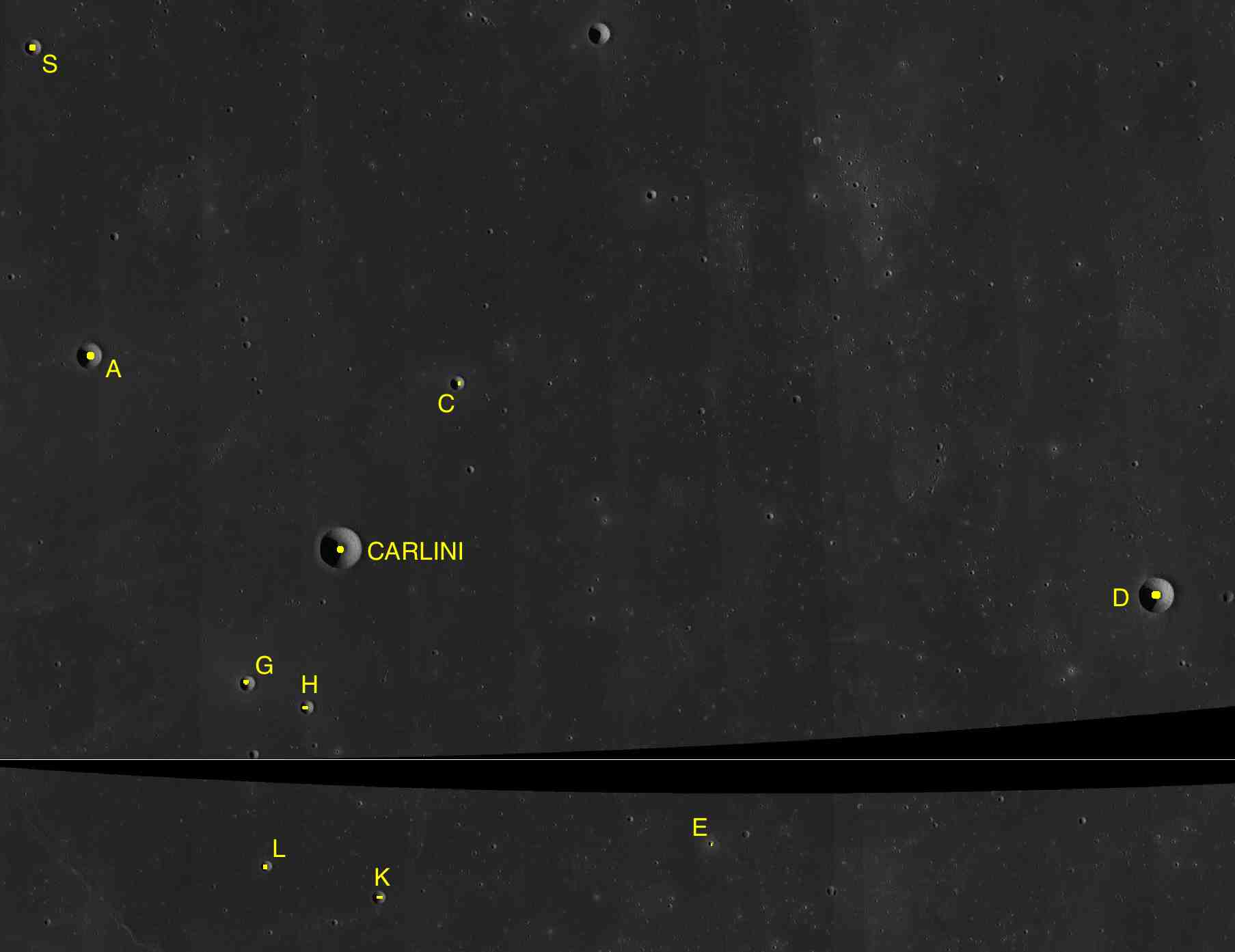
Фрагменты карт LAC-24, LAC-40.

- Кратер Карлини и сателлитные кратеры Карлини E, G и H включены в список кратеров с яркой системой лучей Ассоциации лунной и планетарной астрономии (ALPO)[5].

## См.также
- Список кратеров на Луне
- Лунный кратер
- Морфологический каталог кратеров Луны
- Планетная номенклатура
- Селенография
- Минералогия Луны
- Геология Луны
- Поздняя тяжёлая бомбардировка